# HP Labs
HP Labs (або HP Laboratories)  дослідницька Hewlett-Packard. Лобораторія налічує 600 дослідників в сімох лабораторіях розкиданих по всьому світу.
HP Labs була заснована в 1966 засновниками HP Вільямом Хьюлітом і Девідом Паккардом з метою створення організації наці́леної на майбутнє і неприв'язаної до сьогоденних інтересів бізнесу. в 2006 лабораторія святкувала своє 40-річчя.

## Розташування лабораторій

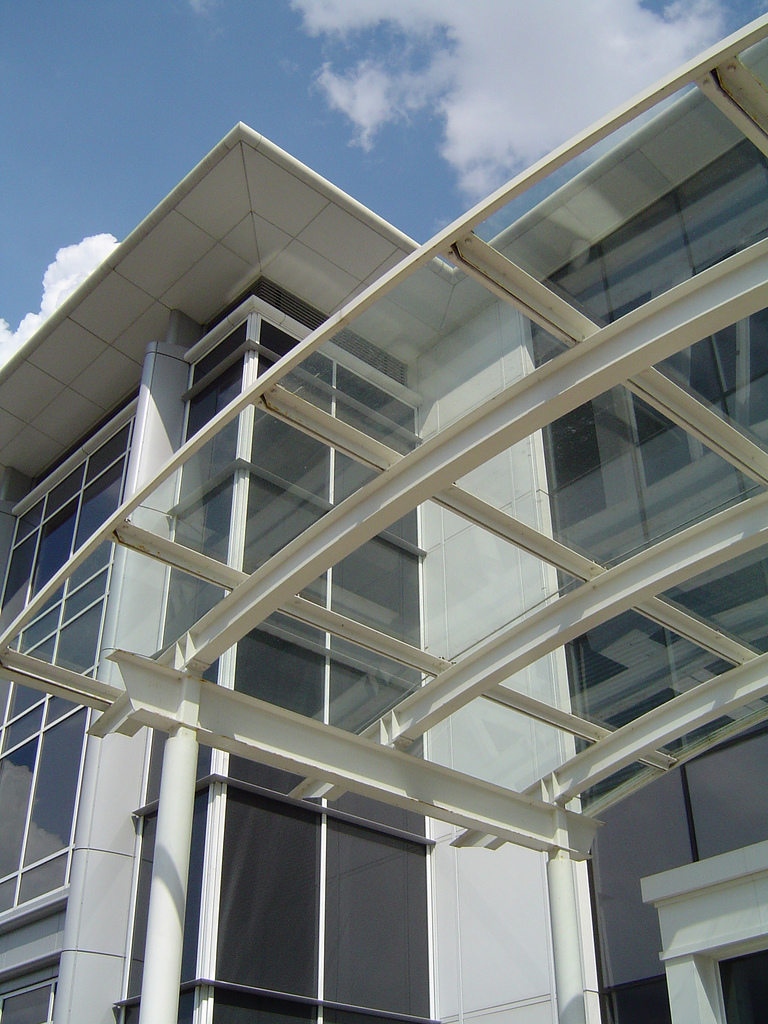
Лабораторія в Бристолі

Серед розкиданих по всій земній кулі лабораторій сім є головними:
- Бангалор, Індія
- Пало-Альто, Каліфорнія, США
- Пекін, Китай
- Санкт Петербург, Росія
- Бристоль, Англія
- Фазіонополіс, Сінгапур
- Хайфа, Ізраїль

В доповнення до семи головних місць розташування інші офіси можна знайти в Принстон,  Нью Джерсі та Барселона, Іспанія.

## Партнери
HP Labs співпрацює з великою кількістю організацій:
- CERN, Європе́йська організа́ція з я́дерних дослі́джень
- CITRIS, Центр досліджень в галузі інформаційних технологій в інтересах суспільства
- Gelato Federation, глобальна дослідницька спільнота з просування Лінукса на платформу Itanium
- PlanetLab, відкрита платформа з розташуванням по всьому світу, призначена для вивчання взаємодії між комп'ютерними пристроями і розподілених обчислень.